# Afroamericans de Trinitat i Tobago
Els afroamericans de Trinitat i Tobago són les persones de Trinitat i Tobago afroamericanes, que tenen avantpassats africans. Els termes black, mulat o crioll són termes comuns que s'utilitzen per a descriure els afrotrinitatians. Les interpretacions racials de Trinitat i Tobago s'utilitza sovint per a dictar qui té avantpassats africans; per exemple, una persona que sembla "blanca" en aparença es pot considerar "negra" si és afrodescendent. Els termes racials que s'utilitzen són mulat, zambo, quarteró o octoró segons el seu grau de relació amb avantpassats d'origen africà a Trinitat i Tobago, igual que arreu d'Amèrica Llatina i del Carib.

## Orígens
| Etnicitats africanes de més de 500 persones (1813)        | Etnicitats africanes de més de 500 persones (1813) | Etnicitats africanes de més de 500 persones (1813) |
| --------------------------------------------------------- | -------------------------------------------------- | -------------------------------------------------- |
| Igbos                                                     | Igbos                                              | 2,863                                              |
| Bakongo                                                   | Bakongo                                            | 2,450                                              |
| Moko (Ibibios)                                            | Moko (Ibibios)                                     | 2,240                                              |
| Malinkes                                                  | Malinkes                                           | 1,421                                              |
| Total d'Africans                                          | Total d'Africans                                   | 13,984                                             |
| Orígens dels criolls de més de 400 habs a Trinitat (1813) |                                                    |                                                    |
| Trinitat                                                  | Trinitat                                           | 7,088                                              |
| Martinica                                                 | Martinica                                          | 962                                                |
| Grenada                                                   | Grenada                                            | 746                                                |
| Saint Vincent i les Grenadines                            | Saint Vincent i les Grenadines                     | 438                                                |
| Guadalupe                                                 | Guadalupe                                          | 428                                                |
| Criolls totals                                            | Criolls totals                                     | 11,633                                             |

La majoria dels avantpassats dels actuals afroamericans de Trinitat i Tobago provenien d'Àfrica Occidental i d'Àfrica central. Els grups ètnics més comuns dels esclaus que s'hi van portar eren igbos, bakongo i malinkes. Aquests tres grups ètnics van rebre més que altres grups l'exportació de persones en el comerç d'esclaus atlàntic. El cens de 1813 ens mostra que hi havien molts igbos portats a Trinitat.
Aproximadament la meitat dels afrotrinitatians eren descendents d'immigrants d'altres illes del Carib, sobretot de Martinica, Guadalupe, Dominica i Grenada. També hi ha altres afrotrinitatians que tracen els seus orígens en esclaus americans que van lluitar a favor dels britànics a la Guerra anglo-americana de 1812-1815 o de treballadors no remunerats d'Àfrica Occidental.

## Història
El 1498 Cristòfol Colom va arribar a l'illa de Trinitat, a on es va trobar els pobles indígenes dels tainos (arawakan)i els kalinagos (cariban). En aquell moment l'illa va esdevenir part de l'Imperi Espanyol. Els espanyols van esclavitzar els amerindis i van tenir descendència mixta creant els mestissos. Els mulats van començar a existir posteriorment, quan els espanyols van començar a transportar esclaus africans a Trinitat el 1517 a través del comerç d'esclaus atlàntic. En aquell temps, els negres, mulats i mestissos es van començar a mixturar entre ells i els amerindis ja havien desaparegut gairebé tots.
El 1783 el Regne d'Espanya va aprovar la Cèdula de Població que va obrir la possibilitat que Trinitat rebés immigrants de les illes franceses del Carib i d'altres europeus per tal d'encoratjar el creixement de la població. Amb aquesta llei els colons francesos i els seus esclaus criolls van començar a immigrar a Trinitat per a treballar a les plantacions de sucre de canya. Aquests van conformar una part dels avantpassats dels actuals trinitatians, creant la identitat criolla.
El 1802 Trinitat i Tobago van passar a formar part de l'Imperi Britànic i van abolir l'esclavitud el 1834. Aquesta abolició va promoure l'entrada de persones que treballarien de manera no remunerada de llocs com la Xina que vivien amb condicions molt deplorables.
A la dècada de 1840 van començar a arribar treballadors no remunerats europeus. Alguns d'aquests es van casar amb antics esclaus alliberats.
El 30 de maig de 1845 els britànics van importar treballadors no remunerats de l'Índia oriental a Trinitat. Avui en dia això es recorda amb el "Dia de l'arribada dels indis" i les seves condicions no eren molt millors que les dels anteriors esclaus. El 1917 es va prohibir la servitud no remunerada. Aquests indis i altres que arribaren posteriorment també es van mixturar amb els afroamericans de les illes.
A causa de la seva rica herència cultural, els afrotrinitatians i afrotobagonians representen un dels grups més diversos a nivell racial, ètnic i cultural del món.

## Nacionalisme Afroamericà de Trinitat i Tobago
Entre el 1968 i el 1970 a Trinitat i Tobago va guanyar força la "Black Power Revolution" (revolució del poder negre). l febrer de 1969 es va formar el partit nacionalista negre National Joint Action Commitee amb un grup de llicenciats de la Universitat de les Índies Occidentals i el campus de St. Augustine. Aquest partit rebia la influència de personalitats com Fidel Castro, Stokely Carmichael i Malcolm X. El seu objectiu era fer visible l'herència de la cultura africana al país.
L'abril del 1970 hi va haver la Revolució del Poder Negre a Trinitat i Tobago. El 6 d'abril de 1970 la policia va matar Basil Davis en una manifestació, això va provocar la dimissió de A. N. R. Robinson, parlamentari per Tobago Est el 13 d'abril. El 18 d'abril treballadors de la indústria sucrera van fer una vaga general. En resposta, Williams va proclamar l'estat d'emergència el 21 d'abril i va arrestar 15 líders polítics negres. Al mateix temps, un grup de la Força de Defensa de Trinitat liderada per Raffique Shah i Rex Lasalle van fer un motí i van prendre ostatges als barracons de l'exèrcit de Teteron. El 25 d'abril, els motinats es van rendir després d'una acció bèl·lica de la Guàrdia de la Costa i de les negociacions entre el Govern i els rebels. A partir d'aquesta data es va començar a utilitzar el terme d'afrotrinitatians.

## Cultura
Entre els segles xvi i xviii hi va haver un influx massiu d'esclaus africans a Trinitat i Tobago que ha marcat profundament la cultura de Trinitat i Tobago. Els tambors de metall de Trinitat i Tobago, el carnaval de Trinitat i Tobago i el Calipso són parts fonamentals de la cultura afrotrinitatiana. Altres estils musicals afrotrinitatians són la soca, el rapso (fusió entre la soca i el calipso), el kaiso (folk, base del calipso), el bélé (folk, entre els esclaus) i el bamboo-tamboo (percussió africana que va reemplaçar l'antiga música de percussió africana que havia estat prohibida el 1881 feta amb tambors de metall).

## Grups religiosos
La majoria dels afroamericans de Trinitat i Tobago són cristians. Les esglésies més importants són el catolicisme l'anglicanisme i, sobretot a Tobago, el metodisme. També hi ha minories que segueixen religions sincrètiques com el rastafarisme i l'església baptista espiritual. També hi ha creients de l'islam, la fe orisha, la fe bahà'í, l'hinduisme i seguidors del guru indi Sathya Sai Baba.

## Afroamericans de Trinitat i Tobago notables

### Política
- Patrick Manning
- Eric Williams
- Henry Sylvester-Williams
- A.N.R. Robinson
- C.L.R. James
- Darcus Howe
- Makandal Daaga
- Keith Rowley
- Yasin Abu Bakr
- Stokely Carmichael
- George Padmore

### Economia, empresa i indústria
- Cyril Duprey
- Jack Warner
- Ken Gordon

### Música, art i arts escèniques
- Heather Headley
- Nicki Minaj
- Teyana Taylor
- Theophilus London
- Phife Dawg
- Nia Long
- Foxy Brown
- Lord Kitchener
- Wendy Fitzwilliam
- Janelle Commissiong
- Machel Montano
- Geoffrey Holder
- Hazelle Goodman
- Billy Ocean
- Haddaway
- Keshia Chante
- Destra Garcia
- Bunji Garlin
- Denise Belfon
- Calypso Rose
- Fay-Ann Lyons
- Mighty Sparrow
- Trinidad James
- Patrice Roberts
- Trevor McDonald
- Fresh Kid Ice

### Esport
- Dwight Yorke
- Brian Lara
- Hasely Crawford
- Richard Thompson
- Ato Boldon
- Shaka Hislop
- Keston Bledman
- Kelly-Ann Baptiste
- Stern John
- Kenwyne Jones
- Brent Sancho
- Dwayne Bravo
- Gabrielle Reece
- Keshorn Walcott
- Marc Burns
- Lalonde Gordon
- Roy Hibbert
- Jehue Gordon